# 梅利納
49°31′32″N 24°27′43″E / 49.52556°N 24.46194°E
梅利納（烏克蘭語：Мельна），是烏克蘭西部的村莊，隸屬伊萬諾-弗蘭科夫斯克州的伊萬諾-弗蘭科夫斯克區。該村面積16.1平方公里，2001年人口142，人口密度每平方公里8.81人。